# Anta von Cerqueira

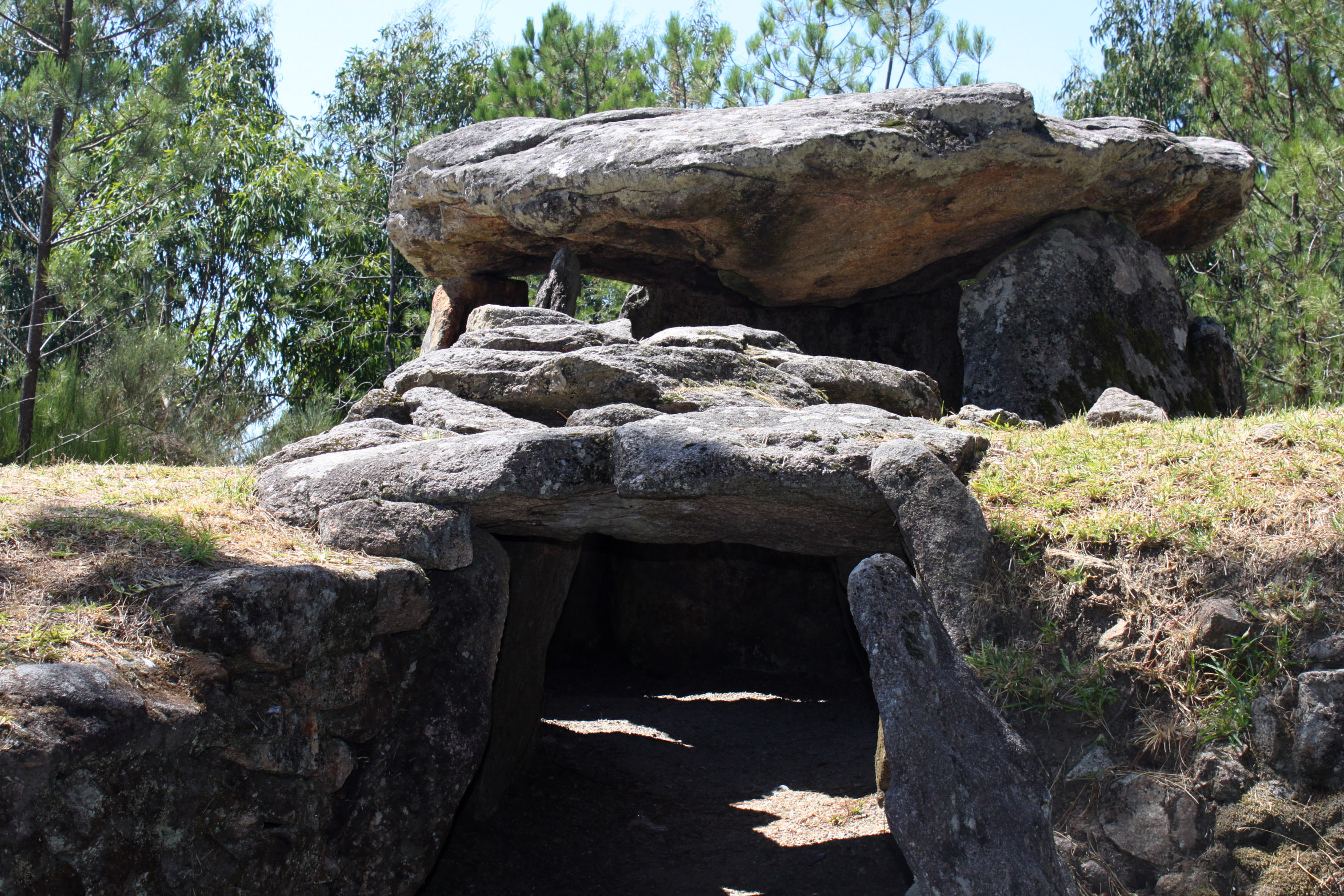
Anta Cerqueira

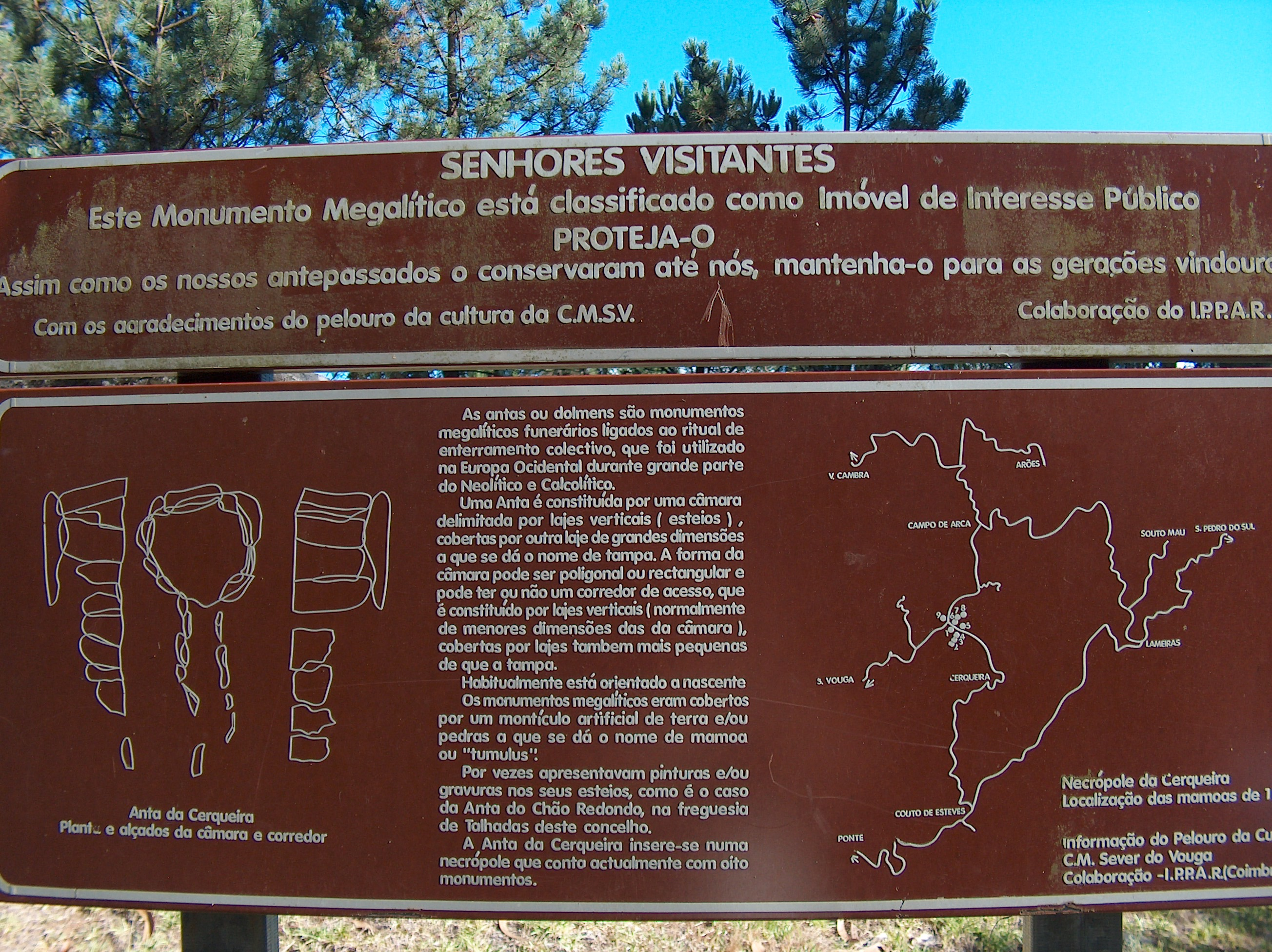
Anta Cerqueira

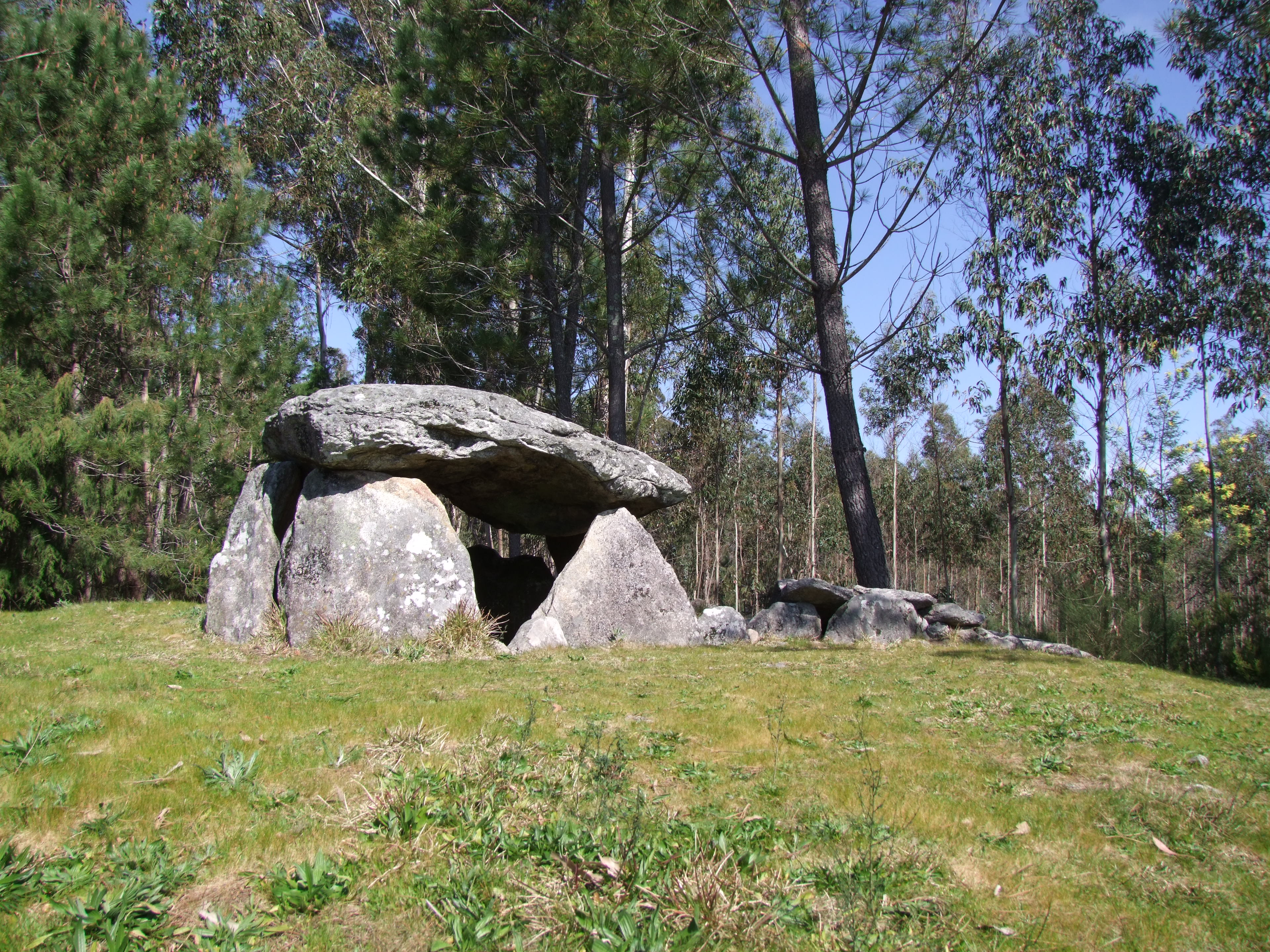
Anta Cerqueira

Die Anta von Cerqueira (auch Arca de Cerqueira oder Casa da Moura genannt) ist eine große Megalithanlage in Couto de Esteves, 1,6 km südlich von Campo de Arca im Norden von Portugal. Sie liegt in der Serra Arestal und ist die vollständigste Anta im Distrikt Aveiro. Anta ist die portugiesische Bezeichnung für etwa 5000 Megalithanlagen oder Dolmen, die während des Neolithikums im Westen der Iberischen Halbinsel von den Nachfolgern der Cardial- oder Impressokultur errichtet wurden. 
Die in den 1950er und in den 1980er Jahren untersuchte Anta ist zwischen 4000 und 3500 v. Chr. errichtet worden und liegt in einer Nekropole bestehend aus acht Denkmälern. Ihre polygonale Breitkammer, deren Hauptachse quer zum Gang liegt, ist etwa 3,5 m breit, 3,0 m lang und besteht aus neun Tragsteinen. Der einzige Deckstein (3,75 × 3,25 m) und die meisten Seitensteine des 4,4 m langen Ganges sind erhalten. Der ursprünglich von Randsteinen gefasste Hügel ist weitgehend erhalten. Der Weg nach Cerqueira hat ihn so angeschnitten, dass der Gang auf die Straße mündet. Die Anta ist unter Schutz gestellt und besitzt eine Schautafel mit ausführlicher Erklärung.

## Funde
Eine Pfeilspitze, drei Feuersteinklingen sowie Mahlsteine und Goldfragmente. 